# Зюзино (район Москвы)
Зю́зино — район в Москве, расположенный в Юго-Западном административном округе, а также одноимённое внутригородское муниципальное образование.

## География
Площадь района — 545,04 га. Площадь жилого фонда — 2132,3 тыс. м² (2010 год).
С юга район граничит с Битцевским лесопарком, а на севере протекает река Котловка.
Улицы района названы в честь городов Крыма и Причерноморья, так же, как и расположенные в районе Зюзино станции московского метро — Нахимовский проспект, Севастопольская, Каховская.
На территории района расположены три пруда, один из которых имеет естественные берега. В районе много скверов, бульваров и аллей. В 2014 году в рамках программы по озеленению города был обустроен парк Зюзино.

## Название
Упоминается в писцовой книге 1627—1628 годов как сельцо Скрябино, Скорятино, Зюзино тож. Все эти названия производны от антропонимов, зафиксированных в сводах древнерусских имён. Своим названием село обязано опричнику первой тысячи из опричных войск Ивана Грозного — Василию Зюзину, которому принадлежала усадьба Зюзино, находившаяся в пригородной деревне Скрябино.
В 1646 году деревня была приобретена боярином Глебом Ивановичем Морозовым, при котором там была построена церковь во имя благоверных князей Бориса и Глеба. Сельцо стало называться село Борисовское, Зюзино тож. Название встречается до середины XIX века, когда село превращается в сельцо Зюзино (Борисоглебское) или Зюзино-Борисоглебское. В переписи 1926 года учтена как деревня Зюзино.

## История
Заселение этой территории началось в эпоху неолита, когда здесь жили племена охотников и рыболовов. В бронзовом веке территорию заселяли представители фатьяновской культуры, скотоводы (находки каменных орудий). В эпоху железного века — представители дьяковской культуры. Во второй половине 1-го тысячелетия н. э. появляются поселения славян — вятичей и кривичей. Группа курганов в соседнем Чертанове свидетельствует о наличии здесь в XI—XIII веках поселений вятичей. Своим названием район обязан опричнику первой тысячи из опричных войск Ивана Грозного — Василию Зюзину, которому принадлежала усадьба Зюзино, находившаяся в пригородной деревне Скрябино.

### Село Зюзино

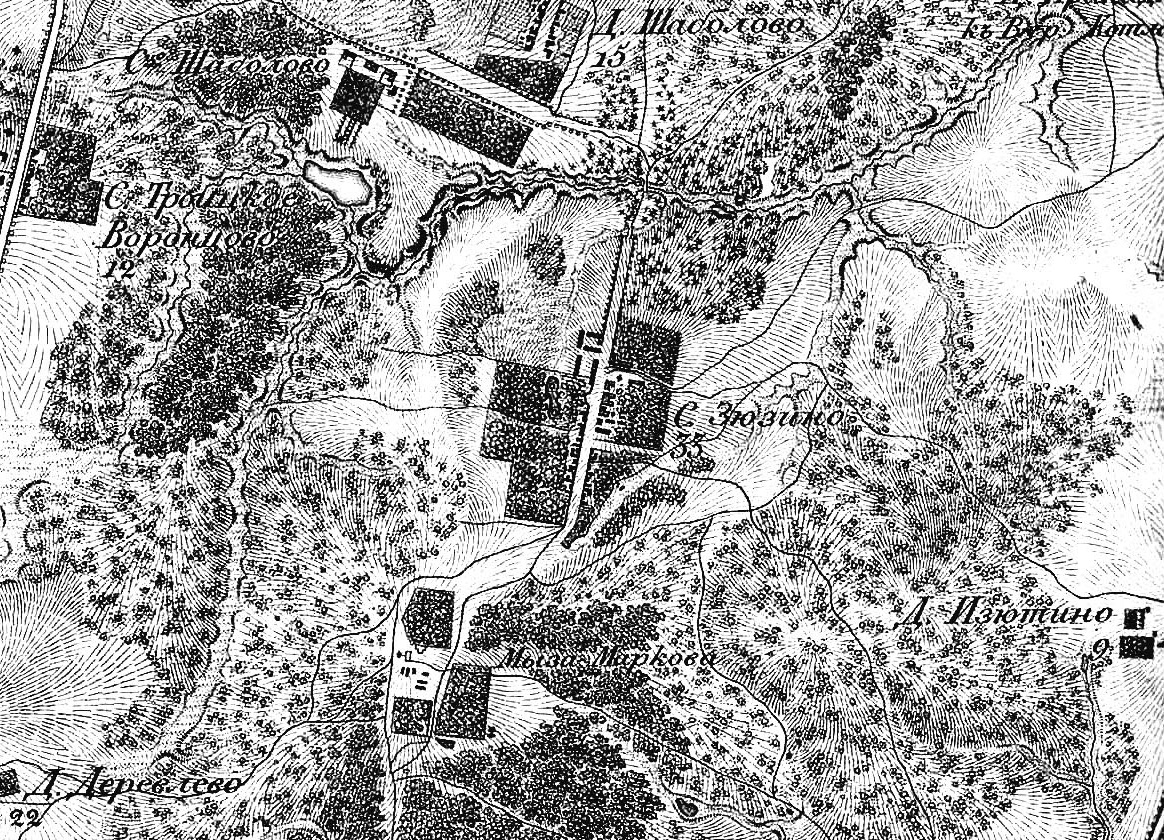
Село Зюзино на топографической карте окружности Москвы, 1818

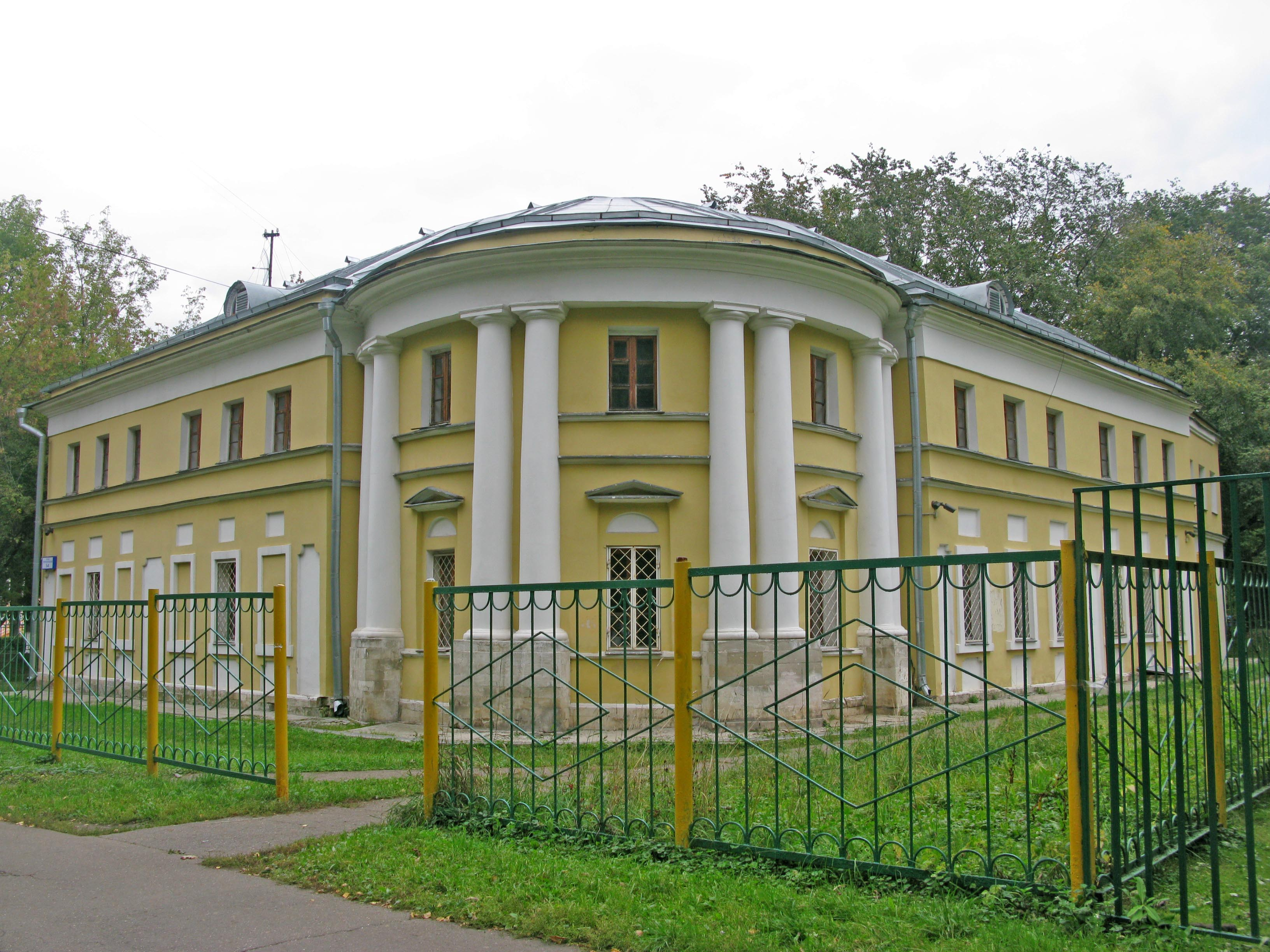
Усадьба Зюзино

На территории современного района Зюзино в районе пересечения Перекопской и Керченской улиц ранее располагалось село Зюзино.
Впервые село упоминается в писцовой книге 1627 года, зафиксировавшей в Чермневе стану «сельцо Скрябине, Скорятино, Зюзино тож, на ручью, а под ним пруд». Согласно переписи 1646 года, в тот момент в Зюзине проживало 29 человек. Зюзино (Скрябино, Скорятино) последовательно находилось во владении знатных боярских родов. В середине XVII века собственник усадьбы боярин Глеб Морозов построил деревянную церковь Бориса и Глеба. В 1688—1704 годах другой владелец, Борис Иванович Прозоровский, строит уже каменную церковь Бориса и Глеба, сохраняя старую деревянную. В селе Зюзине с 1736 года регулярно велась перепись населения — ревизские сказки. В XIX веке усадебные постройки стали дачами для сотрудников Московского университета, а само Зюзино оказалось административным центром Зюзинской волости. Зюзино славилось своими садами, в оранжереях вызревали даже цитрусовые и другие южные растения: «Зюзинская волость почти полностью состоит из садоводов, воспитывающих вишни, сливы, яблоки, — написано в справочнике 1890 года.  — Жители имеют свои питомники, вывозят на цветной бульвар поздней осенью и раннею весною молодые деревья для торговли; они разводят всех сортов клубнику, малину, крыжовник».

### В составе Москвы

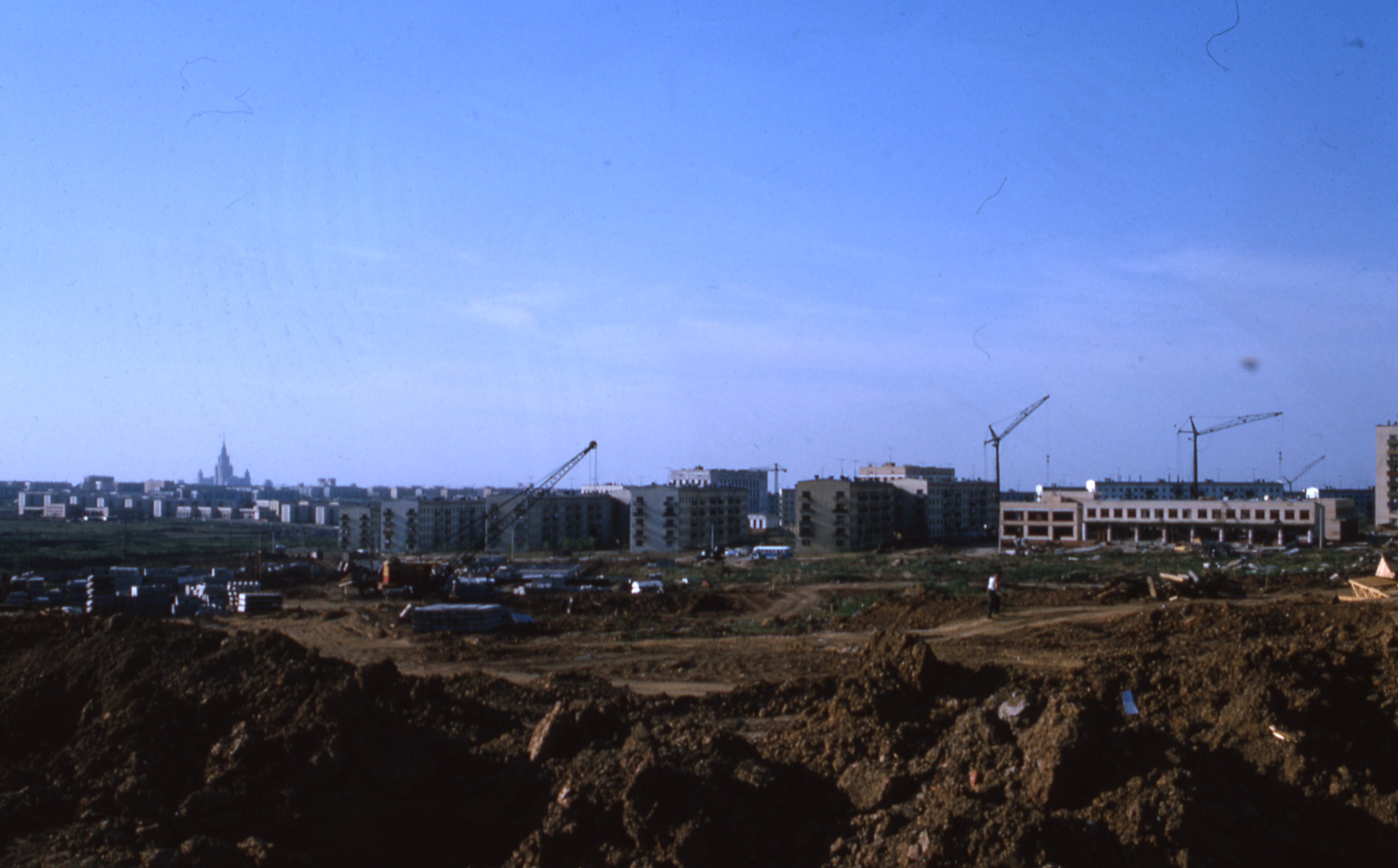
Общий вид Зюзина в северном направлении в 1964 году, во время начала массовой застройки. Пространство на снимке было застроено за 1960-е годы 5- и 12-этажными жилыми домами

В 1960 году территория современного района была включена в черту города Москвы. С 1958 по 1964 год был районом массового жилищного строительства, здесь появились «хрущёвки» и насыщенная инфраструктура: до сих пор здесь работают построенные в советское время школы, детсады, роддома и больницы.
В 1991 году старое разделение на районы было отменено, были образованы административные округа, в том числе Юго-Западный административный округ и в его составе временный муниципальный округ «Зюзино», с 1995 года получивший статус района Москвы.

## Население
| 2002     | 2010     | 2012     | 2013     | 2014     | 2015     | 2016     |
| -------- | -------- | -------- | -------- | -------- | -------- | -------- |
| 111 719  | ↗123 003 | ↗124 093 | ↗124 317 | ↗124 978 | ↗125 052 | ↗126 296 |
| 2017     | 2018     | 2019     | 2020     | 2021     | 2023     | 2024     |
| ↗126 365 | ↗126 573 | ↗126 815 | ↗127 301 | ↘124 093 | ↗124 527 | ↘123 288 |

Район является пятым в Юго-Западном округе по числу жителей.

### Национальный состав
По итогам переписи населения 2020 года проживали следующие национальности (национальности менее 0,1 % и другое, см. в сноске к строке «Другие»):
| Национальность | Численность, чел. | Доля     |
| -------------- | ----------------- | -------- |
| Русские        | 90 231            | 72,71 %  |
| Татары         | 853               | 0,69 %   |
| Армяне         | 665               | 0,54 %   |
| Грузины        | 230               | 0,19 %   |
| Украинцы       | 222               | 0,18 %   |
| Узбеки         | 202               | 0,16 %   |
| Евреи          | 155               | 0,12 %   |
| Азербайджанцы  | 140               | 0,11 %   |
| Другие         | 31 395            | 25,30 %  |
| Итого          | 124 093           | 100,00 % |

## Транспорт
На территории района Зюзино располагаются станции метро «Нахимовский проспект», «Севастопольская» и «Каховская». На границе района расположена станция метро «Чертановская»: выход в город осуществляется через подземный переход на Балаклавский проспект и Симферопольский бульвар, расположенные в районе Зюзино.
7 декабря 2021 года открыта станция метро «Зюзино» на Большой кольцевой линии.

## Школы и детские сады
На территории района расположено 13 общеобразовательных школ и 19 детских садов. Также имеется Московский детско-юношеский центр экологии, краеведения и туризма. В 2013 году на Болотниковской улице была построена школа № 1279, оснащённая современной техникой. Для детей с ограниченными возможностями действуют пассажирские лифты и пандусы.

## Церковь Бориса и Глеба

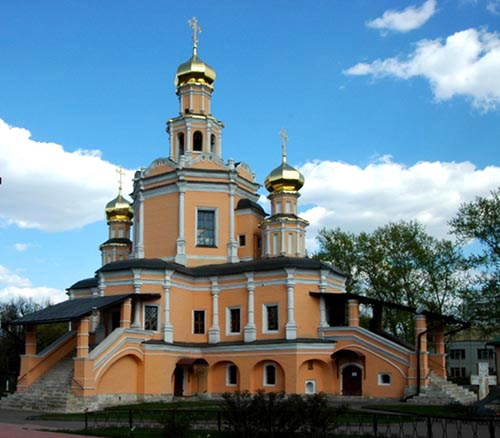
Церковь Бориса и Глеба в Зюзине

На территории района находится церковь Бориса и Глеба. Построена в 1698—1704 годах в стиле нарышкинского барокко, в настоящее время действует. Авторство приписывается Я. Г. Бухвостову. Церковь построена на высоком арочном подклете, размеры алтаря и притвора одинаковы. В украшении отсутствуют традиционные для московского барокко наличники. Для подъёма в верхний летний храм построены нарядные лестницы. В 1879 году к церкви была пристроена колокольня, увенчанная шпилем. Колокольня не сохранилась.
 Объект культурного наследия № 7710576001

## Парки, скверы и общественные пространства
Парк «Зюзино»
Открыт в 2014 году. Обустроен по программе «Мой район» детскими площадками и спортивными объектами, имеются зоны отдыха. Футбольное поле зимой становится катком. Имеется пирс для рыбалки. На берегу Нижнего Афонинского пруда установлена сцена.
Парк «Два медведя»
Народный парк на пересечении Болотниковской и Керченской улиц. На территории есть прогулочная зона, спортивная и детские площадки, а также места для отдыха. Оборудован тёплый игровой модуль и многофункциональный стадион. 17 апреля 2020 года на сайте «Активного гражданина» были опубликованы Проект планировки территории кварталов 36, 37 и 38 района Зюзино и Проект внесения изменений в правила землепользования и застройки территории кварталов 36, 37 и 38 района Зюзино в рамках программы реновации, предусматривающие уничтожение парка «Два медведя» и строительство на месте парка и сносимых гаражей 7 высотных жилых домов (высотностью 11-24 этажа). На сайте парка размещён призыв поддержать сохранение зелёной зоны обращениями в органы столичной власти.
Липовая аллея между Болотниковской и Перекопской улицами
Старая липовая аллея между Болотниковской и Перекопской улицами, является памятником природы. Общая площадь — 2 га. Представляет собой остатки усадебного парка XVIII века, который принадлежал боярину Г. И. Морозову. Вдоль аллеи высажены сирень, боярышник и клёны.
Зоны отдыха возле Перекопского и Керченского пруда

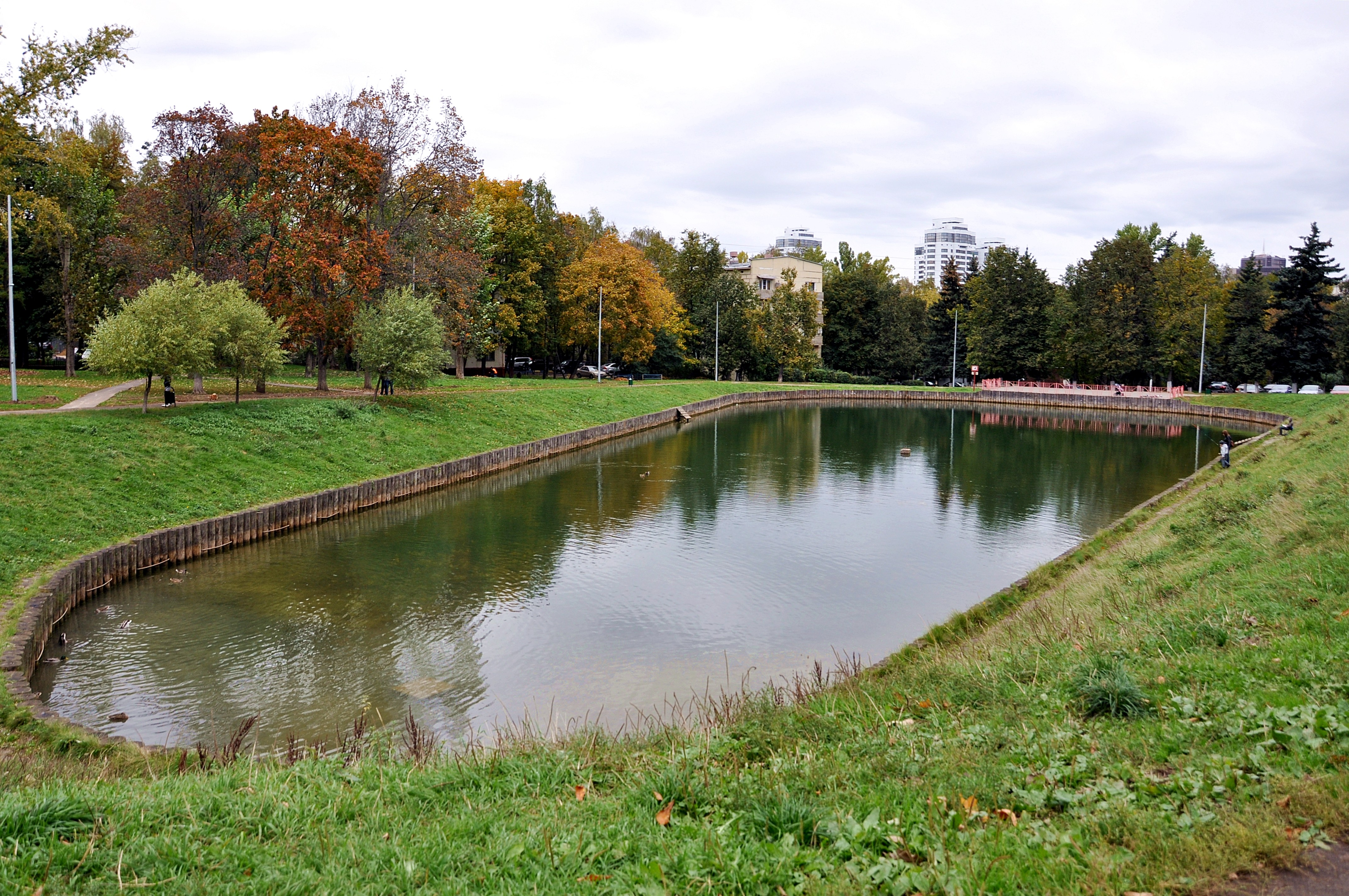
Перекопский пруд

Территория между улицами Перекопской, Керченской, Каховкой и Севастопольским проспектом. По периметру Перекопского пруда установлены стенды с экспонатами Музея Зюзинской волости. На пруду обустроена смотровая площадка, рядом находится монумент воинской славы, памятник героям Перекопа. Вокруг прудов обустроено четыре площадки для рыбаков. Рядом имеется детский игровой комплекс и зона отдыха.
В 2019 году по программе «Мой район» был обновлён квартал 14Б. Территория от домов на улице Одесской, д. 14 — д. 22 и на улице Каховка, д. 6, корп. 1 и 2 представляет собой единый пешеходный маршрут. Во дворах расположены места отдыха с цветниками, спортивные и детские площадки. Возле дома д. 34к5 по Балаклавскому проспекту размещён обновлённый стадион.
В 2019 году в рамках программы «Мой район» на Болотниковской улице был создан сквер с игровым комплексом в несколько этажей. Устроены сквере футбольное поле, площадка с силовыми тренажёрами и зона тихого отдыха.

## Галерея

Фонтан в сквере на пересечении Болотниковской и Азовской улиц
Вход в парк «Два медведя»
Вид на пойму реки Котловка в Зюзино